# La chiave di vetro (Hammett)
La chiave di vetro (The Glass Key) è un romanzo hardboiled di Dashiell Hammett. Pubblicato in 4 puntate sulle pagine della rivista Black Mask da marzo a giugno del 1930, fu edito per la prima volta in volume unico nel 1931 dalla casa editrice Knopf.

## Edizioni italiane
- La chiave di vetro: romanzo americano, trad. anonima 
  - Milano: Tipografia del Corriere della Sera («Il romanzo mensile» 4), 1937
- La chiave di vetro, trad. Elisa Morpurgo
  - in Tutto Dashiell Hammett, (con prefazione di Mario Monti), Milano: Longanesi («I marmi» 31), 1962
  - Milano: Longanesi («I libri pocket» 519), 1974
  - Milano: Longanesi («I super pocket» 260), 1975
  - Milano: Mondadori («Maschera nera» 2), 1980
  - Parma: Guanda («Narratori della Fenice»), 1995 ISBN 88-7746-576-X
  - Parma: Guanda («Le fenici tascabili» 114), 2004 ISBN 88-8246-736-8
- La chiave di vetro, trad. Sergio Altieri
  - in Romanzi e racconti, Milano: Mondadori («Meridiani»), 2004 (con introduzioni di Roberto Barbolini e Franco Minganti) ISBN 88-04-49965-6
  - Milano: Mondadori («Oscar gialli» 1993), 2010 ISBN 978-88-04-59589-2

## Al cinema
Dal romanzo furono tratti due film omonimi, il primo uscito nel 1935, diretto da Frank Tuttle e inedito in Italia, il secondo nel 1942, diretto da Stuart Heisler.

## Influenze culturali
Il film del 1990 Crocevia della morte, diretto dai fratelli Coen, risente dell'influenza delle opere di Dashiell Hammett, in particolare de La chiave di vetro.